# Bernd Hoffmann (Fußballspieler)
Bernd Hoffmann (* 9. Juli 1946 in Berlin) ist ein ehemaliger deutscher Fußballspieler, der in der Bundesliga für den MSV Duisburg, Rot-Weiß Oberhausen und den Karlsruher SC spielte.

## Karriere
Seine besten Jahre erlebte Bernd Hoffmann in der 2. Bundesliga. Von 1972 bis 1974 spielte er für den VfR Heilbronn in der damals zweitklassigen Regionalliga Süd und war mit seinen zahlreichen Toren dafür verantwortlich, dass der Verein seine Blütezeit erlebte. Aufgrund finanzieller Engpässe sah man sich beim VfR im Sommer 1974 gezwungen, Bernd Hoffmann gemeinsam mit Martin Kübler an den Karlsruher SC zu verkaufen. In Karlsruhe wurde Hoffmann prompt mit 25 Toren in der Saison 1974/75 Torschützenkönig in der 2. Bundesliga Süd und trug damit entscheidend zum Bundesliga-Aufstieg des KSC bei.
In der Hinrunde der Bundesligasaison 1975/76 kam Hoffmann trotz einer hartnäckigen Wadenverletzung zu 13 Einsätzen und zwei Toren für die Karlsruher, konnte damit aber nicht an die erfolgreiche Vorsaison anknüpfen. Nachdem Hoffmanns Verletzung auch zur Winterpause nicht auskuriert war, verpflichtete der Verein mit dem dänischen Nationalspieler Ove Flindt einen weiteren Stürmer. Flindt nahm den Stammplatz Hoffmanns in der Mannschaft ein und Hoffmann wechselte zu den Stuttgarter Kickers in die 2. Liga. Dort spielte er vier weitere Jahre, wobei er nach einer Spielzeit zum Abwehrspieler umschulte.
Nach seiner aktiven Zeit wechselte er ins Trainerfach. Hoffmann trainierte u. a. die Traditionsvereine 1. FC Pforzheim, SpVgg 07 Ludwigsburg, SSV Ulm 1846 und SpVgg Renningen. 2009/10 trainierte er den württembergischen Amateurverein TSV 05 Schönaich (Bezirksliga Böblingen/Calw).
Beruflich war Hoffmann 25 Jahre in der Personalabteilung eines Automobilherstellers beschäftigt.